# オルホン川
オルホン川（オルホンがわ、モンゴル語: Орхон гол, 英語: Orkhon River）は、モンゴル国を流れるモンゴルで一番長い川である。古称は頞根河（あつこんかわ）、嗢昆河（おつこんかわ）。アルハンガイ県のハンガイ山脈に源を発し、北へ1,124 km流れ、セレンガ川に合流する。主な支流にトール川とタミル川がある。

## 流域の観光地

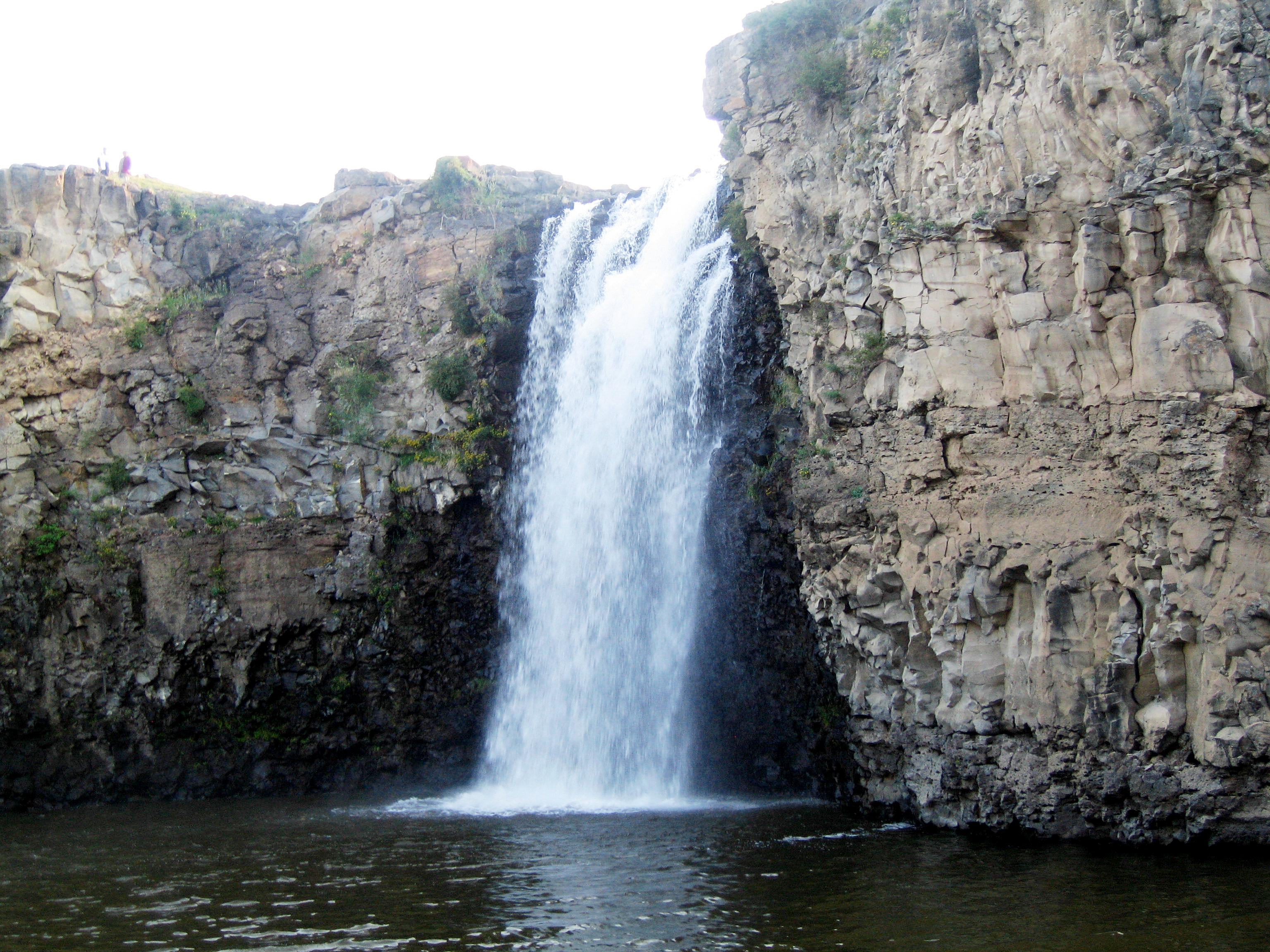
ウラーン・ツタガラン滝

オルホン川には、幅10m、高さ20mのウラーン・ツタガラン滝が有り、人気の観光地となっている。流域には古代遺跡、オルド・バリクとカラコルムがある。オルホン渓谷は、ユネスコの世界遺産として登録されている。

## 生物
パイク類、コイ類、パーチ類、ナマズ類、タイメンなどの魚類が生息している。